# Callyna holophaea
Callyna holophaea är en fjärilsart som beskrevs av George Francis Hampson 1911. Callyna holophaea ingår i släktet Callyna och familjen nattflyn. Inga underarter finns listade i Catalogue of Life.